# GLUL
GLUL (англ. Glutamate-ammonia ligase) – білок, який кодується однойменним геном, розташованим у людей на 1-й хромосомі. Довжина поліпептидного ланцюга білка становить 373 амінокислот, а молекулярна маса — 42 064.
| 10         |  | 20         |  | 30         |  | 40         |  | 50         |
| ---------- |  | ---------- |  | ---------- |  | ---------- |  | ---------- |
| MTTSASSHLN |  | KGIKQVYMSL |  | PQGEKVQAMY |  | IWIDGTGEGL |  | RCKTRTLDSE |
| PKCVEELPEW |  | NFDGSSTLQS |  | EGSNSDMYLV |  | PAAMFRDPFR |  | KDPNKLVLCE |
| VFKYNRRPAE |  | TNLRHTCKRI |  | MDMVSNQHPW |  | FGMEQEYTLM |  | GTDGHPFGWP |
| SNGFPGPQGP |  | YYCGVGADRA |  | YGRDIVEAHY |  | RACLYAGVKI |  | AGTNAEVMPA |
| QWEFQIGPCE |  | GISMGDHLWV |  | ARFILHRVCE |  | DFGVIATFDP |  | KPIPGNWNGA |
| GCHTNFSTKA |  | MREENGLKYI |  | EEAIEKLSKR |  | HQYHIRAYDP |  | KGGLDNARRL |
| TGFHETSNIN |  | DFSAGVANRS |  | ASIRIPRTVG |  | QEKKGYFEDR |  | RPSANCDPFS |
| VTEALIRTCL |  | LNETGDEPFQ |  | YKN        |  |            |  |            |

A: Аланін

C: Цистеїн

D: Аспарагінова кислота

E: Глутамінова кислота

F: Фенілаланін

G: Гліцин

H: Гістидин

I: Ізолейцин

K: Лізин

L: Лейцин

M: Метіонін

N: Аспарагін

P: Пролін

Q: Глутамін

R: Аргінін

S: Серин

T: Треонін

V: Валін

W: Триптофан

Кодований геном білок за функціями належить до ліаз, лігаз, фосфопротеїнів. 
Задіяний у такому біологічному процесі, як ацетилювання. 
Білок має сайт для зв'язування з АТФ, нуклеотидами. 
Локалізований у цитоплазмі, мітохондрії.